# David J. C. MacKay
Sir David John Cameron MacKay (Stoke-on-Trent, 1967. április 22. – Cambridge, 2016. április 14.) brit fizikus, matematikus és akadémikus. Regius mérnöki professzor a Cambridge-i Egyetem Mérnöki Tanszékén, 2009 és 2014 között pedig az Egyesült Királyság Energia- és Klímaváltozási Tanszékének tudományos főtanácsadója volt. A Sustainable Energy – Without the Hot Air (Fenntartható energia mellébeszélés nélkül) című könyvéről ismert.

## Tanulmányai
MacKay a Newcastle Gimnáziumban tanult, és Nagy-Britanniát képviselte a jugoszláviai Nemzetközi Fizikai Olimpián 1985-ben, ahol az első díjat kapta meg a kísérleti munkáért. Tanulmányait a cambridge-i Trinity College-ban folytatta, majd 1988-ban természettudományokból (kísérleti és elméleti fizika) szerzett Bachelor of Arts fokozatot. Fulbright-ösztöndíjasként a California Institute of Technology-ba (Caltech) ment, ahol John Hopfield volt a témavezetője. 1992-ben PhD fokozatot kapott.

## Karrier és kutatás
1992 januárjában MacKay-t kinevezték a Royal Society Smithson kutatói ösztöndíjasává a Cambridge-i Darwin College-ban, és a Cambridge-i Egyetem Fizikai Tanszékén, a Cavendish Laboratory-ban folytatta több tudományágat átfogó kutatásait. 1995-ben a Cavendish Laboratórium egyetemi oktatója lett. 1999-ben előléptették docenssé, 2003-ban természetfilozófiai professzorrá, 2013-ban pedig Regius mérnöki professzori posztra.
MacKay hozzájárulása a gépi tanuláshoz és az információelmélethez többek között a Bayes-módszerek fejlesztése a neurális hálózatokhoz, az alacsony sűrűségű paritásellenőrző kód újrafelfedezése (Radford M. Neallal), és egy kommunikációs szoftver, a Dasher feltalálása, amely különösen azok körében népszerű, akik nem tudnak hagyományos billentyűzetet használni. Társalapítója a Transversal tudásmenedzsment cégnek. 2003-ban jelent meg Theory, Inference, and Learning Algorithms (Információelmélet, következtetés és tanulási algoritmusok) című könyve.
A kutatáson túli érdeklődési köre a hatékony oktatási módszerek kidolgozása és az afrikai fejlesztés; 2003-tól 2006-ig megalapítása óta rendszeresen tanított a fokvárosi Afrikai Matematikai Tudományok Intézetében. 2008-ban elkészült a Fenntartható energia – Forró levegő nélkül című könyve az energiafogyasztásról és a fosszilis tüzelőanyagok nélküli energiatermelésről. MacKay saját pénzéből 10 000 fontot használt fel a könyv kiadására, és a kezdeti, 5 000 példányszámú példány napokon belül elkelt. A könyvet dicsérte a The Economisttól, a The Guardiantól és Bill Gates-től, aki „az egyik legjobb energiáról szóló könyvnek nevezte, amit valaha írtak”. Az információelméletről szóló tankönyvéhez hasonlóan ezt a könyvet is ingyenesen elérhetővé tette online. 2012 márciusában TED-előadást tartott a megújuló energiáról.
MacKayt 2009 szeptemberében nevezték ki az Egyesült Királyság Energiaügyi és Klímaváltozási Minisztériumának tudományos főtanácsadójává. 2014 októberében, ötéves mandátuma végén John Loughhead követte.

## Díjak és kitüntetések
MacKayt 2009-ben a Royal Society (FRS) tagjává választották. Választási bizonyítványán ez áll:
David MacKay hatékonyabb hibajavító kódtípusokat vezetett be, amelyeket ma már a műholdas kommunikációban, a digitális műsorszórásban és a mágneses rögzítésben használnak. Előremozdította a gépi tanulás területét azáltal, hogy szilárd Bayes-i alapot biztosított a mesterséges neurális hálózatokhoz. Ezzel az alappal jelentősen javította a teljesítményüket, lehetővé téve, hogy új típusú acélokat tervezzenek, amelyeket ma már az erőművekben használnak. Információelméleti szakértelmét felhasználta egy széles körben használt "dasher" nevű interfész megtervezésére, amely lehetővé teszi a fogyatékkal élők számára, hogy hatékonyan írjanak egyetlen ujjal vagy fejre szerelt mutatóval."
A 2016-os újévi kitüntetésen MacKay-t Knight Bachelor-nak nevezték ki „a kormányzat és a tudományos ismeretterjesztés terén nyújtott tudományos tanácsadásért”, és ezért megkapta a Sir címet.

## Magánélete
David MacKay Donald MacCrimmon MacKay és Valerie MacKay (Valerie Wood) ötödik gyermekeként született. Bátyja, Robert S. MacKay (született 1956-ban) a Warwicki Egyetem matematika professzora. David vegetáriánus volt.
2011-ben feleségül vette Ramesh Ghiassit. Egy fiuk és egy lányuk született.

### Betegsége és halála
MacKay-nél 2015 júliusában inoperábilis gyomorrákot (rosszindulatú adenokarcinóma, mirigyhámsejtes rák) diagnosztizáltak, ami miatt palliatív kemoterápián esett át, ezt a folyamatot részletesen dokumentálta nyilvános személyes blogján. 2016. április 14-én délután halt meg. Felesége és két gyermeke maradt.

## Könyvei
- 1970: David Mackay, Brian Thompson: Breakthrough to Literacy: Teacher's manual
- 1970: David Mackay, Brian Thompson: My sentence maker : schools council programme in linguistics and English teaching
- 1970: David Mackay, Brian Thompson: My sentence maker : schools council programme in linguistics and English teaching
- 2003: Robert C. H. Chia, David Mackay: Strategy-In-Practices: A Process-Philosophical Perspective on Strategy-Making
- 2003: Information Theory, Inference and Learning Algorithms, Cambridge University Press ISBN 0-521-64298-1 (online)
- 2006: Alan Blackwell, David MacKay: Power, Cambridge University Press
- 2007: Sustainable Energy: Without the Hot Air ISBN 978-1-906860-01-1 (online)
- 2017: Axel Ockenfels, David JC MacKay, Peter Cramton, Steven Stoft: Global Carbon Pricing: The Path to Climate Cooperation

### Magyarul megjelent
- Fenntartható energia - mellébeszélés nélkül (Sustainable Energy – Without the Hot Air) – Tipotex, Budapest, 2009 · ISBN 9789632795751 · Fordította: Both Előd

## Fordítás
- Ez a szócikk részben vagy egészben  a   David J. C. MacKay című angol Wikipédia-szócikk fordításán alapul.  Az eredeti cikk szerkesztőit annak laptörténete sorolja fel. Ez a jelzés csupán a megfogalmazás eredetét és a szerzői jogokat jelzi, nem szolgál a cikkben szereplő információk forrásmegjelöléseként.